# Meloe tadzhikistanicus
Meloe tadzhikistanicus là một loài bọ cánh cứng trong họ Meloidae. Loài này được Prispinova miêu tả khoa học năm 1987.